# Trollveggen

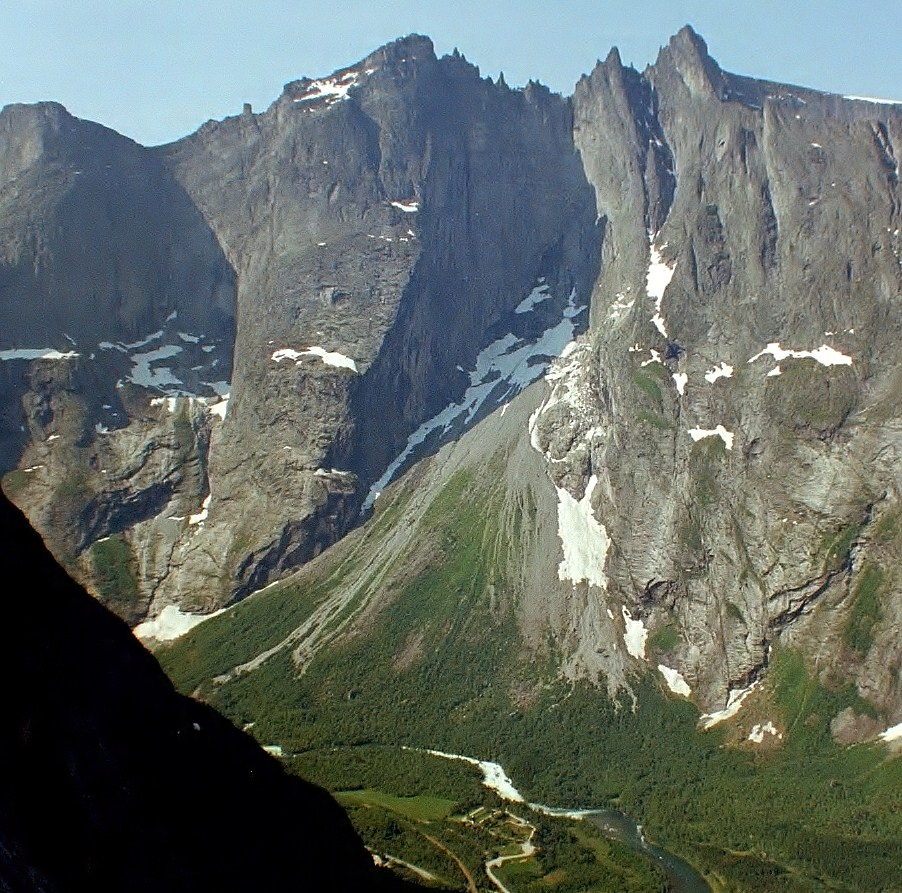
Trollveggen

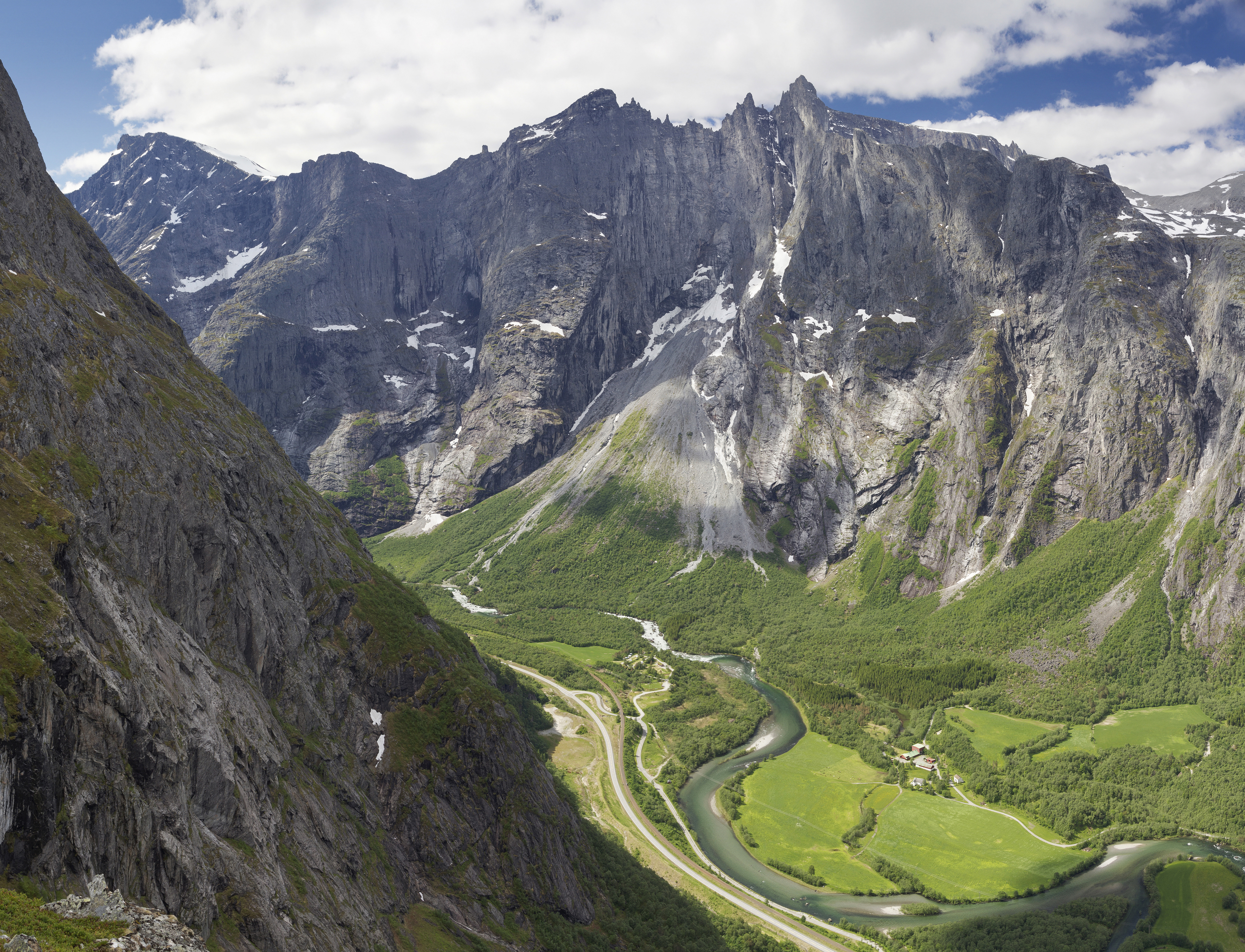
Trolltindane et Romsdalen depuis Litlefjellet

Trollveggen est une partie du massif montagneux du Trolltinden dans les Alpes de Romsdal (Alpes scandinaves), près d'Åndalsnes et de Molde, sur la côte ouest de la Norvège. C'est la plus haute paroi rocheuse verticale en Europe allant jusqu'à 1 100 mètres de sa base au sommet. Trollveggen est une voie d'escalade et point de base jumping réputé, bien que cette dernière pratique soit illégale depuis 1986.

## Ascensions
- 1958 - Ralph Hoibakk et Arne Randers Heen gravissent le pilier est par une voie qui est la première en degré VI en Norvège
- 1965 - Première ascension de la face nord par Ole Daniel Enersen avec Leif Normann Petterson, Odd Eliassen and Jon Teigland
- 1967 - Directissime à la face nord par Patrick Cordier, Yves Boussard, Jérôme Brunet, Claude Deck et Jean Fréhel
- 1968 - Première féminine du pilier est par Wanda Rutkiewicz et Halina Krüger
- 1970 - Ascension en style alpin par Ben Campbell-Kelly et Brian Wyvell
- 1972 - Voie Arch Wall par Edward Drummond et Hugh Drummond